# La Révolte des esclaves
Pour plus de détails, voir Fiche technique et Distribution.
La Révolte des esclaves (La rivolta degli schiavi) est un film italo-hispano-allemand réalisé par Nunzio Malasomma et sorti en 1960.

## Synopsis
À Rome, trois siècles après la mort du Christ, sous le règne de l'empereur Maximin, les chrétiens doivent se cacher dans les catacombes pour pratiquer leur religion. L'un d'eux, l'esclave Vibio, est acheté par le patricien Claudius. Mais comme il refuse de se battre contre un gladiateur selon ses préceptes religieux, il est emprisonné. Il réussit à s'évader, suivi par Claudia, fille de Claudius, amoureuse de lui et qui ne tarde pas à se convertir. 
Vibio réussit à provoquer le soulèvement des esclaves et ils envahissent la prison où des centaines de chrétiens vont être sacrifiés dans l'arène. Quand les révoltés pénètrent dans l'arène, devant l'horreur qu'ils y découvrent, ils laissent tomber leurs armes. À la demande du public romain, l'empereur gracie finalement tous les chrétiens qu'il avait condamnés.

## Fiche technique
- Titre original : La rivolta degli schiavi
- Titre français : La Révolte des esclaves
- Réalisation : Nunzio Malasomma
- Scénario : Duccio Tessari et Stefano Strucchi d'après le roman Fabiola du cardinal Nicholas Wiseman (1854)
- Dialogues : Daniel Mainwaring ;  Pierre-François Caille (adaptation française)
- Direction artistique : Ramiro Gómez
- Décors : Ramiro Gómez
- Costumes : Vittorio Rossi
- Photographie : Cecilio Paniagua
- Montage : Eraldo Da Roma
- Musique : Angelo Francesco Lavagnino
  - Direction d'orchestre : Carlo Savina
- Production : Paolo Moffa
- Sociétés de production : Ambrosiana Cinematografica (Italie), CB Films S.A. (Espagne), Ultra Films (Allemagne)
- Sociétés de distribution : Les Artistes associés (France), Les Films Coronis (France)
- Pays d’origine :  Allemagne de l'Ouest,  État espagnol,  Italie
- Langues : allemand, italien
- Format : couleur (Technicolor) — 35 mm — 2.35:1 (Totalscope) — son monophonique
- Genre : péplum
- Durée : 91 min. / 104 min[Note 1].
- Dates de sortie : 
  - Italie : 30 décembre 1960 ;
  - France : 7 juin 1961
- (fr) Classification et visa CNC : tous publics (visa d'exploitation no 23971 délivré le 10 mai 1961)
- Affiche : Jean Mascii (France)

## Distribution
- Lang Jeffries (VF : Jean-Claude Michel) : Vibio
- Rhonda Fleming (VF : Claire Guibert) : Claudia
- Gino Cervi : Claudius
- Ettore Manni (VF : Paul-Émile Deiber) : Sébastien
- Dario Moreno (VF : lui-même) : l'empereur Maximin
- Serge Gainsbourg (VF : lui-même) : Corvinus
- Fernando Rey (VF : Duncan Elliot) : Valerius
- Wandisa Guida (VF : Jacqueline Porel) : Agnès
- Rafael Rivelles (VF : Fernand Fabre)  : Rutilius
- Jose Nieto  (VF : Abel Jacquin) : Sextus, serviteur de Claudia
- Van Aikens (VF : Claude Bertrand) : le prétorien Iface
- Antonio Casas  (VF : Henri Djanik) : le prisonnier enchainé Tertulio
- Burt Nelson (VF : Michel Gatineau) : Catulus
- Julio Pena  (VF : Pierre Leproux) : Torquatus
- Dolores Francine : Liubiana
- Benno Hoffmann : le bourreau
- Rainer Penkert : Massimo
- Angel Ortiz : un chrétien
- et avec les voix de Jacques Dynam (le barbier),Paul Ville (un chrétien)

## Production

### Genèse
- Le roman a précédemment été adapté par deux fois sous le même titre : Fabiola d’Enrico Guazzoni en 1918 et Fabiola d'Alessandro Blasetti en 1949.

### Tournage
- Extérieurs tournés en Espagne.
- Serge Gainsbourg relate le tournage du plan-séquence où le personnage qu'il incarne, un odieux officier romain, est égorgé par des chiens[1] : « Dix bâtons[Note 2] de l'époque, trois jours de tournage rien que pour cette scène. J'étais officier, j'avais cinq ou six molosses. […] D'abord, on me met de la barbaque sous ma belle cuirasse étincelante. « Silencio, per cortesia ! Motore ! Actione[Note 3]! » On lâche le chien, il cavale mais freine à trois mètres de moi : lentement il vient me renifler et délicatement il attrape un bout de viande ! Ensuite on met un mannequin à mon effigie, avec les oreilles décollées : des machinos doivent actionner les membres à distance. « Motore ! Actione ! » et vlan, ma jambe part dans le mauvais sens. « Coupez ! » Nouvel essai, le chien fonce et lui bouffe les couilles. « Coupez ! » Finalement, on a mis le dresseur qui a fait de son mieux pour être aussi moche que moi, on l'a tartiné d'hémoglobine : le chien lui a sauté dessus en le bectant vraiment. Le réalisateur était enchanté mais le mec a terminé à l'hosto. »